# Euselasia michaeli
Euselasia michaeli is een vlindersoort uit de familie van de prachtvlinders (Riodinidae), onderfamilie Euselasiinae.
Euselasia michaeli werd in 2004 beschreven door Hall, J & Harvey.